# Kittik
Kittik (rus. Кыттык) je poluotok je na sjevernoj obali autonomnog okruga Čukotka, na Istočnosibirskom moru.
Najsjevernija točka poluotoka je Rt Peščani. Područje poluotoka sastoji se od močvarnog područja. Od otoka Ajon odvaja ga Mali Čaunski tjesnac.
Prosječna visina površine je 5 metara. Najviši dijelovi kreću se od 15 do 50 metara. Na sjeveroistočnom dijelu poluotoka ova visina završava na obali i tvori strmu obalu. Glatki dio poluotoka prekriven je pijeskom. Jezera u zapadnom dijelu imaju kružni oblik, a obale su im kose.
Klima je arktička. Prema meteorološkoj postaji Raučua, prosječna godišnja temperatura je −10,6 °C, prosječna temperatura u siječnju je −26 °C, au lipnju + 7,6 °C. Godišnja količina oborina iznosi 140 mm. Na obalama stalno puše sjeverni vjetar. Snijeg se topi krajem svibnja i slegne u listopadu.

## Vanjske poveznice
|  | Zajednički poslužitelj ima još gradiva o temi Kittik |